# Abrothrix illuteus
Espèce
Statut de conservation UICN

 LC  : Préoccupation mineure
Abrothrix illuteus est une espèce de rongeur du genre Abrothrix dans la famille des Cricetidae endémique d'Argentine.

## Répartition et habitat
On le rencontre uniquement dans le nord-ouest de l'Argentine entre 700 et 2 500 m d'altitude. Il vit dans les forêts de montagnes dominées par les Alnus acuminata et les Podocarpus parlatorei.